# Heinz Guderian

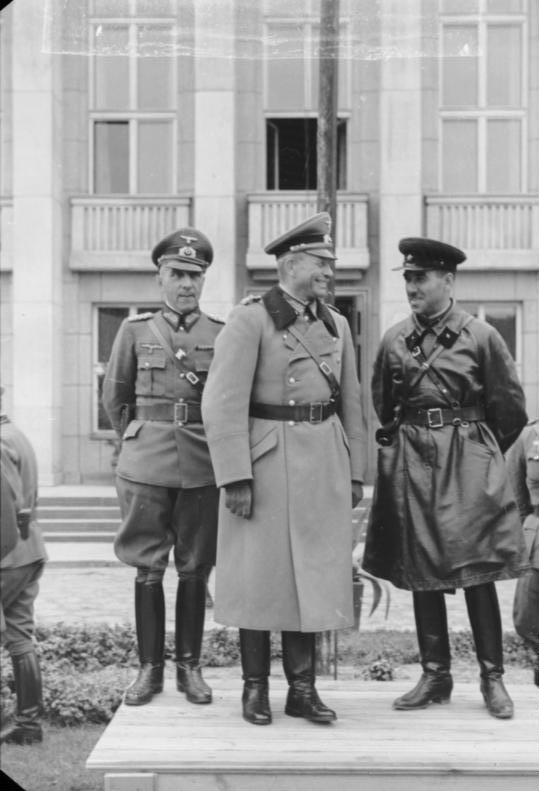
Guderian (in het midden) samen met Sovjetgeneraal Semjon Krivosjein op het podium bij de gezamenlijke overwinningsparade in Brest 1939 nadat de Duitsers en Russen samen de Polen verslagen hadden

Heinz Wilhelm Guderian  (Culm (West-Pruisen), 17 juni 1888 – Schwangau, 14 mei 1954) was een Duitse tankgeneraal uit de Tweede Wereldoorlog. In militaire kringen staat hij ook bekend als "de schepper van het tankwapen".

## Loopbaan
Guderian werd geboren in Culm, West-Pruisen (het huidige Chelmno, Polen). Van 1901 tot 1907 maakte Guderian deel uit van verschillende militaire scholen. In 1907 ging hij als vaandrig in het Hannoverse Jäger Bataillon nr. 10, op dat moment onder bevel van zijn vader, Friedrich Guderian. Na het volbrengen van de oorlogsacademie in Metz kreeg hij in 1908 de rang van Leutnant. In 1911 sloot Guderian zich aan bij het 3e Telegraphen-bataljon van het Pruisische Leger. Op 1 oktober 1913 trouwde hij met Margarete Goerne, met wie hij twee zonen kreeg, Heinz Günter (2 augustus 1914-2004) en Kurt (17 september 1918-1984). Beide zonen werden Wehrmacht-officieren tijdens de Tweede Wereldoorlog.
Guderian wordt wel genoemd als vader van de zogenoemde Blitzkrieg. Hij was in Duitsland een van de pioniers op het gebied van gepantserde en gemechaniseerde eenheden. Het belang van de samenwerking van deze eenheden met overige eenheden en de hiervoor benodigde communicatie zag hij vroeg in. Hij zette zijn ideeën uiteen in zijn boek Achtung, Panzer! (1937). Guderian had belangrijke invloed op de plannen van Von Manstein voor de aanval op de West-Europese landen, waar Hitler veel van overnam.
Zowel tijdens de Poolse veldtocht, de verovering van de Benelux en Frankrijk en aan het oostfront wist hij grote successen te boeken. Guderian ontving in 1939 het Ridderkruis van het IJzeren Kruis, eenmaal met Eikenloof. In juli 1940 bevorderde hij van Generaal der Pantsertroepen naar zijn hoogste rang, Kolonel-generaal. Hij was een van de slachtoffers van de zuiveringen die Hitler onder de generaals doorvoerde na de mislukking van Operatie Barbarossa, waarmee de oorlog tegen de Sovjet-Unie begon. Guderian kreeg echter vrijwel meteen een andere hoge verantwoordelijke functie als inspecteur-generaal van de pantsereenheden. Hij werkte nauw samen met minister Albert Speer. In 1944 werd hij zelfs Chef Generale Staf, een benoeming die hem niet zoveel macht gaf als men zou denken, aangezien Hitler de opperbevelhebber van alle strijdkrachten was. Na een conflict met Hitler over de situatie aan het oostfront werd hij in maart 1945 ontslagen. Op 10 mei 1945 werd hij door de Amerikanen gevangengenomen. In 1948 werd hij vrijgelaten en tot zijn dood in 1954 sleet hij zijn verdere leven als schrijver van een autobiografie en adviseur bij het opzetten van een nieuw Duits leger, de latere Bundeswehr.
Guderians zoon, Heinz Günther Guderian, werd eveneens generaal: in de naoorlogse Bundeswehr en de NAVO.

## Militaire carrière
- Generaloberst: 19 juli 1940[6][7][8][2][9]
- General der Panzertruppe: 1 november 1938[7][10][2]
- Generalleutnant:  1 februari 1938[7][10][2]
- Generalmajor: 1 augustus 1936[7][2]
- Oberst: 1 april 1933[7][2][11]
- Oberstleutnant: 1 februari 1931[7][2][12]
- Major: 1 februari 1927[7][2][12]
- Hauptmann: 18 december 1915[7][2][13]
- Oberleutnant: 8 november 1914[7][2]
- Leutnant: 27 januari 1908[2][13] (benoemingsakte (Patent) vanaf 22 juni 1906)[7]
- Fähnrich: 28 februari 1907[7][2][13]

## Onderscheidingen
Selectie:
- Ridderkruis van het IJzeren Kruis met Eikenloof (nr.24) op 17 juli 1941 als Generaloberst en bevelhebber van de  Panzergruppe 2[7][8][6][9]
- Ridderkruis van het IJzeren Kruis (nr.3) op 27 oktober 1939 als General der Panzertruppe en Kommandierender General van het XIX.Armee-Korps[7][8][6]
- IJzeren Kruis 1914, 1e Klasse[13][6] (8 november 1916)[8] en 2e Klasse[13][6] (17 september 1914)[8]
- Herhalingsgesp bij IJzeren Kruis 1939, 1e Klasse[6] (13 september 1939)[8] en 2e Klasse[6] (5 september 1939)[8]
- Erekruis voor Frontstrijders in de Wereldoorlog[8]
- Panzerkampfabzeichen (zonder getal)[8][6]
- Medaille ter Herinnering aan de 13e Maart 1938[8]
- Anschlussmedaille met gesp „Prager Burg“[8]
- Hij werd meerdere keren genoemd in het Wehrmachtsbericht. Dat gebeurde op:
- 6 augustus 1941[8][2][14]
- 7 augustus 1941[8][2][15]
- 21 september 1941[8][2][16]
- 18 oktober 1941[8][2][17]
- 19 oktober 1941[8][2][17]